# Jaume Busquets i Arnau
Jaume Busquets i Arnau (Sant Martí de Llémena, Gironès, 18 de desembre de 1981) és un polític català, alcalde de Sant Martí de Llémena del 2004 al 2019 i president del Consell Comarcal del Gironès des del 2011.
És tècnic agrònom de formació. La seva implicació en el món de la política municipal es va iniciar l'any 2003 com a número tres de la candidatura de CiU a l'ajuntament de St. Martí de Llémena. L'any següent va accedir a l'alcaldia després que s'aprovés una moció de censura contra l'aleshores alcalde, i amb 22 anys va passar a ser l'alcalde més jove de tot Catalunya. L'any 2007 va entrar al Consell Comarcal del Gironès com a conseller comarcal, i el 2011 en va assumir la presidència.
Ha estat president comarcal de CDC del Gironès i també del Partit Demòcrata fins al 2018.